# Bonanza Creek
Bonanza Creek là một dòng suối ở Yukon Territory, Canada. Nó chảy khoảng 20 dặm (32 km) từ King Solomon's Dome cho đến Sông Klondike. Trong những năm cuối thế kỉ 19 và đầu thế kỉ 20, Bonanza Creek từng là trung tâm của Klondike Gold Rush, thu hút đến hàng chục ngàn người thăm dò tới con suối và vùng lân cân. Trước 1896 con suối được gọi là Rabbit Creek. Tên của nó đã được các thợ mỏ đổi lại, nằm ghi nhớ hàng triệu dollar vàng đã được tìm thấy trong con suối này.
Trong quá trình tìm kiếm vàng, dòng chảy của con suối đã bị thay đổi đáng kể. Nó đã phát triển rất mạnh trong thế kỷ 20, nhưng phần lớn đã từ bỏ vào những năm 1950. Vẫn còn hoạt động khai thác vàng nhỏ lẻ tại đây, nhưng ngày nay nó được biết đến với giá trị lịch sử của nó. Chính quyền Canada đã lập một di tích lịch sử tập trung vào một trong những máy lọc vàng đã được mang đến trong những năm khai thác mỏ.

## Thư viện ảnh

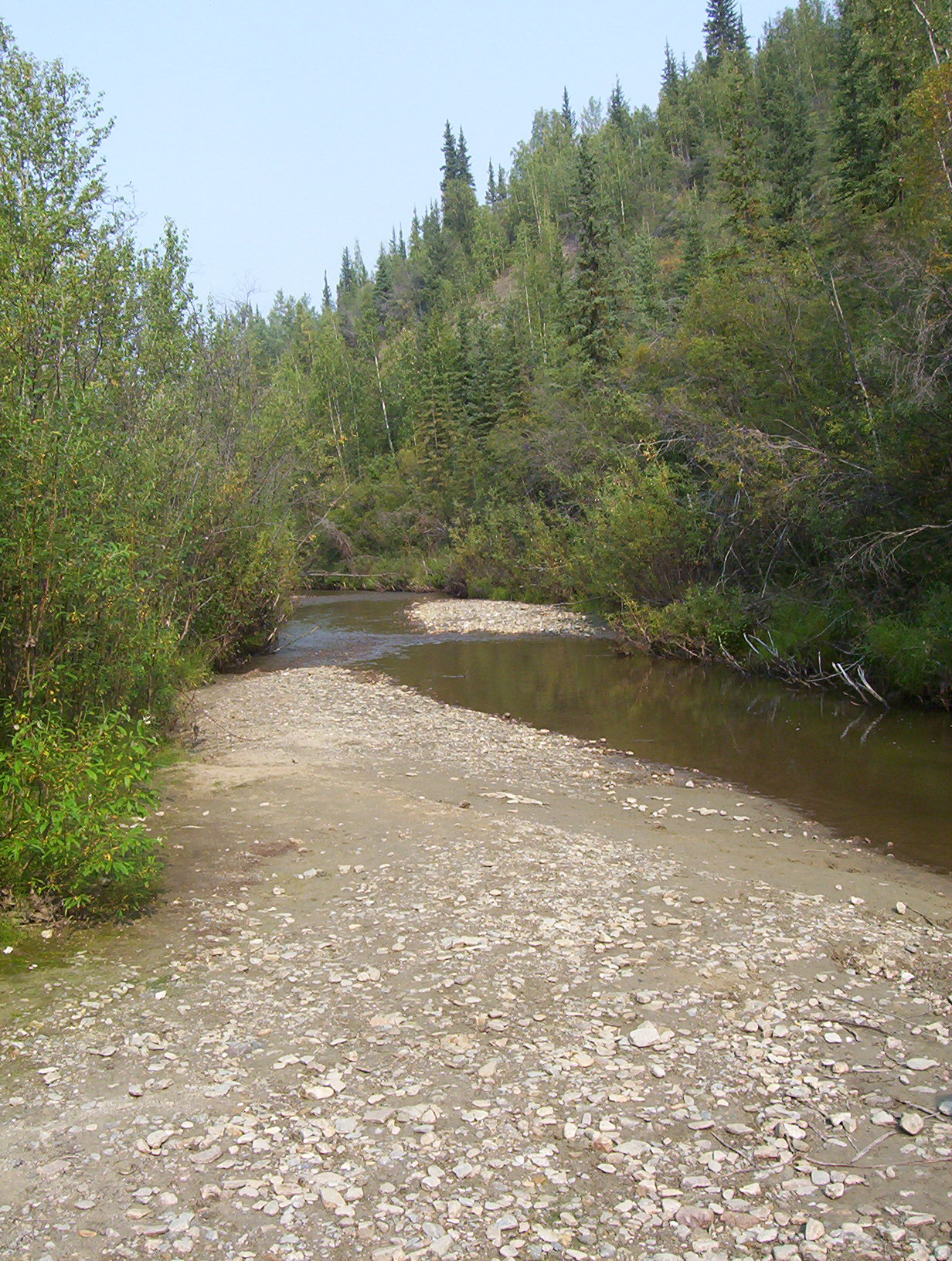
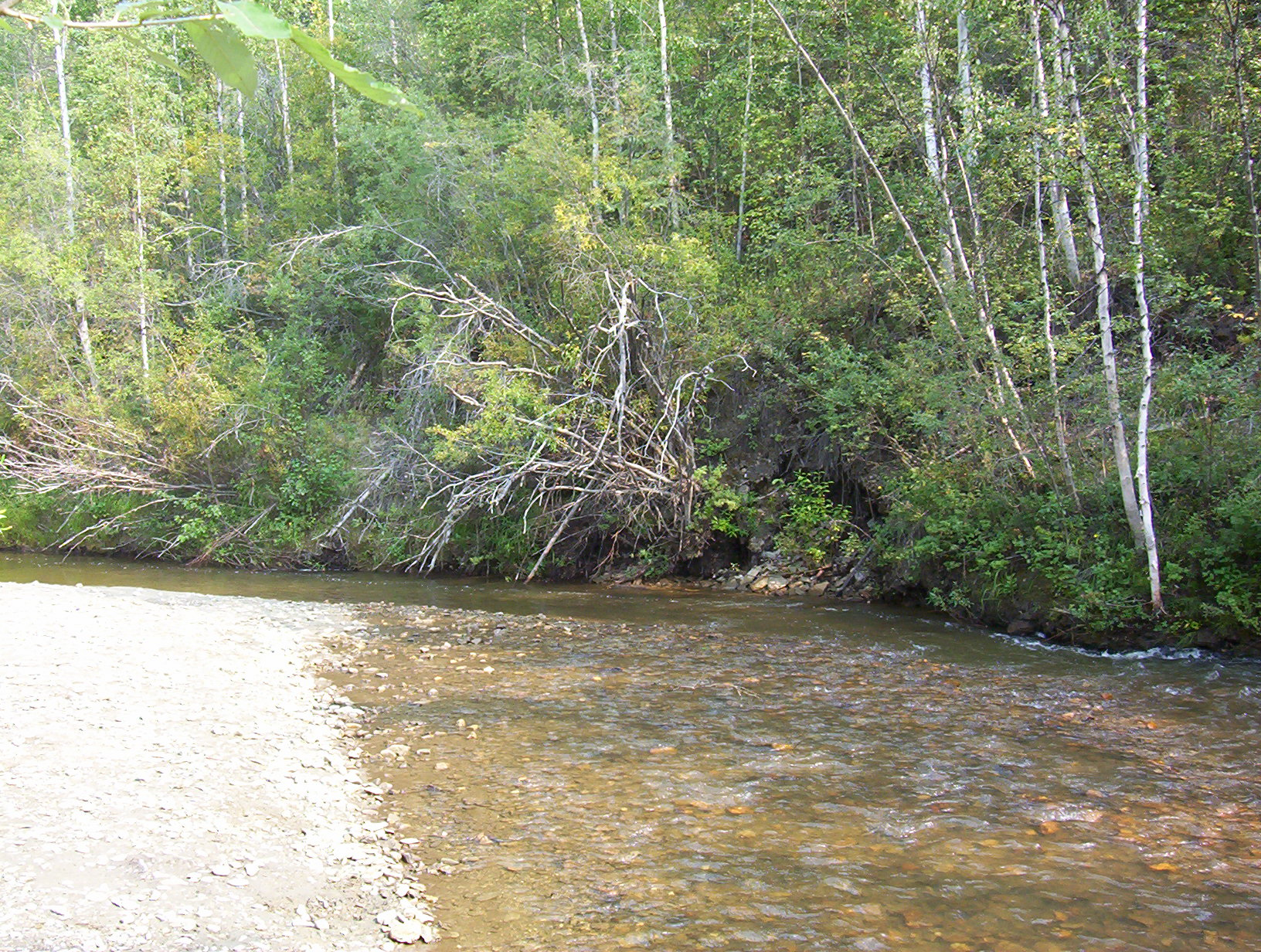
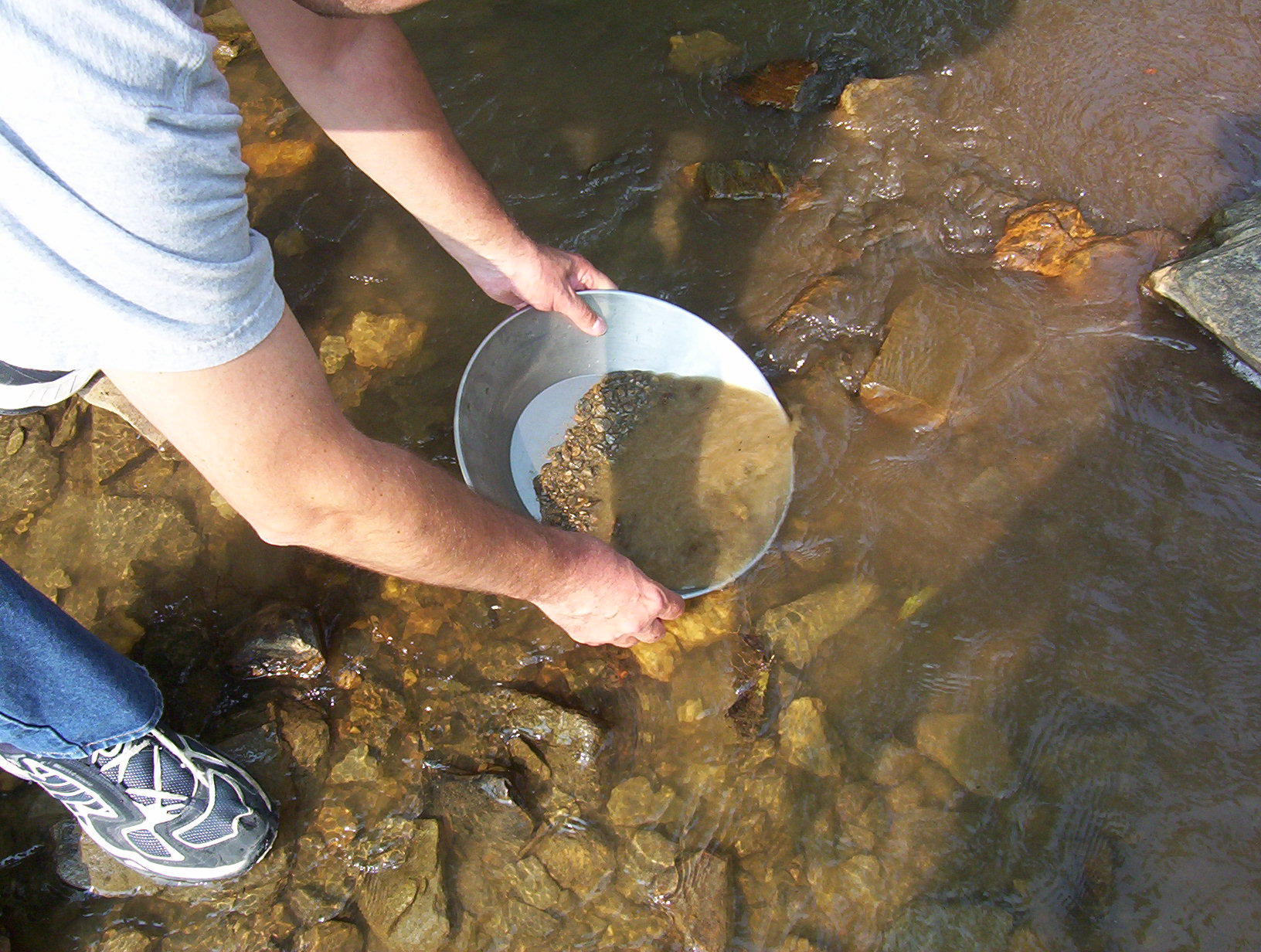